# Universidad de Hull
La Universidad de Hull (University of Hull) es una universidad inglesa, fundada en 1927 y ubicada en Hull, una ciudad de Yorkshire del Este. Aunque se la considera una universidad pequeña, en las décadas recientes se ha expandido, con la construcción de los edificios principales tradicionales y salas especiales para profesores. El campus principal se encuentra en un distrito residencial del norte de Hull en Cottingham Road y alberga la Escuela de Medicina Hull York, una iniciativa conjunta con la Universidad de York. La universidad tiene también un campus más pequeño en Scarborough, en la costa de Yorkshire del Norte. El Hull University Union (en español, Sindicato de la Universidad de Hull) representa los intereses de los estudiantes de la universidad. 
La Biblioteca Brynmor Jones, perteneciente a la universidad, fue el lugar de trabajo del célebre poeta Philip Larkin, quien fue el bibliotecario principal durante treinta años. La Philip Larkin Society organiza actividades en recuerdo de Larkin, incluyendo el festival Larkin 25, organizado durante todo 2010 en asociación con el establecimiento. La biblioteca también fue el lugar de trabajo del antiguo poeta laureado Andrew Motion y del director de cine Anthony Minghella. Lord Wilberforce fue el canciller de la universidad desde 1978 hasta 1994; lo sucedió Robert Armstrong hasta 2006 y luego Virginia Bottomley, la canciller actual, que ostenta el cargo desde abril de 2006. 
Los alumnos de la Universidad de Hull se han destacado en el campo académico, periodístico y literario. Algunos estudiantes destacados son el antiguo primer ministro Lord Prescott de Kingston-upon-Hull (John Prescott), el científico social Lord Anthony Giddens, el poeta Roger McGough, el periodista John McCarthy, el presidente de The Coca-Cola Company Muhtar Kent y el político y escritor Chris Mullin.

## Historia

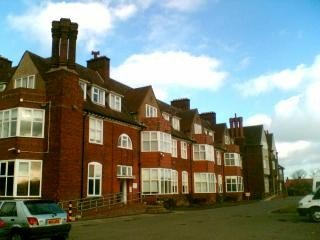
Campus en Scarborough.

En 1927, el duque de York (quien luego se convertiría en Jorge VI del Reino Unido) depositó la piedra fundacional del University College Hull, en ese momento una facultad externa de la Universidad de Londres. El edificio fue construido sobre tierras donadas por el Hull City Council y por los benefactores locales Thomas Ferens y G. F. Grant. Un año más tarde, abrieron los primeros catorce departamentos, dedicados a las ciencias y las artes, con treinta y nueve estudiantes. En ese momento, la facultad consistía de un edificio, el edificio Venn (nombrado en honor al matemático John Venn, nacido en Hull). El edificio es el centro administrativo de la universidad.
El escudo original fue diseñado por Sir Algernon Tudor-Craig en 1928. Los símbolos son la antorcha, que representa el aprendizaje; la rosa, que simboliza a Yorkshire; la corona ducal, del escudo de la ciudad de Hull; la flor de lis por Lincolnshire y la paloma, símbolo de la paz, del escudo de armas de Thomas Ferens. Estos símbolos fueron utilizados más tarde para crear el logo moderno de la universidad.

### Decreto Real
La universidad obtuvo su Decreto Real en 1954, lo cual sirvió para que brindara títulos por sí misma, convirtiéndola en la tercera universidad de Yorkshire y en la decimocuarta en Inglaterra. En 1960 se construyó la Biblioteca Brynmor Jones, y diez años más tarde se le añadió una extensión. Durante la década de 1960 se añadieron más edificios, cuyas alturas iban disminuyendo desde el centro del campus a lo largo del perímetro.

### Tecnología de cristal líquido
En 1972, George Gray y Ken Harrison crearon cristales líquidos estables a temperatura ambiente en los laboratorios de química de la universidad, que tuvieron un éxito inmediato en la industria de la electrónica y en los productos al consumidor. Esto llevó a que Hull fuese la primera universidad en obtener el Queen's Award for Technological Achievement (en español, "Premio de la Reina al Logro Tecnológico") por el desarrollo conjunto de materiales de larga duración que posibilitaron las pantallas de cristal líquido. 

### Campus Scarborough
En el año 2000, las autoridades de la universidad compraron el sitio del University College Scarborough en Filey Road, Scarborough, para convertirlo en el Campus Scarborough de la Universidad de Hull. Tres años más tarde, en 2003, adquirieron los edificios del campus adyacente de la Universidad de Lincoln, que, desde el año académico de 2005, se convirtió en el campus occidental de la universidad. En la actualidad, en el lugar se erige la Escuela de Medicina Hull York y la recientemente reubicada Escuela de Finanzas, que se compone por tres edificios: Wharfe, Derwent y Esk.

### Centro Histórico de Hull
El Centro Histórico de Hull, que abrió en 2010, se encuentra en un edificio nuevo en Worship Street, en el centro de la ciudad de Hull. Une las colecciones de la biblioteca de la ciudad y los archivos de la universidad y la encargada de mantenerlo es una asociación entre la biblioteca local y la de la universidad. 

## Facultades académicas

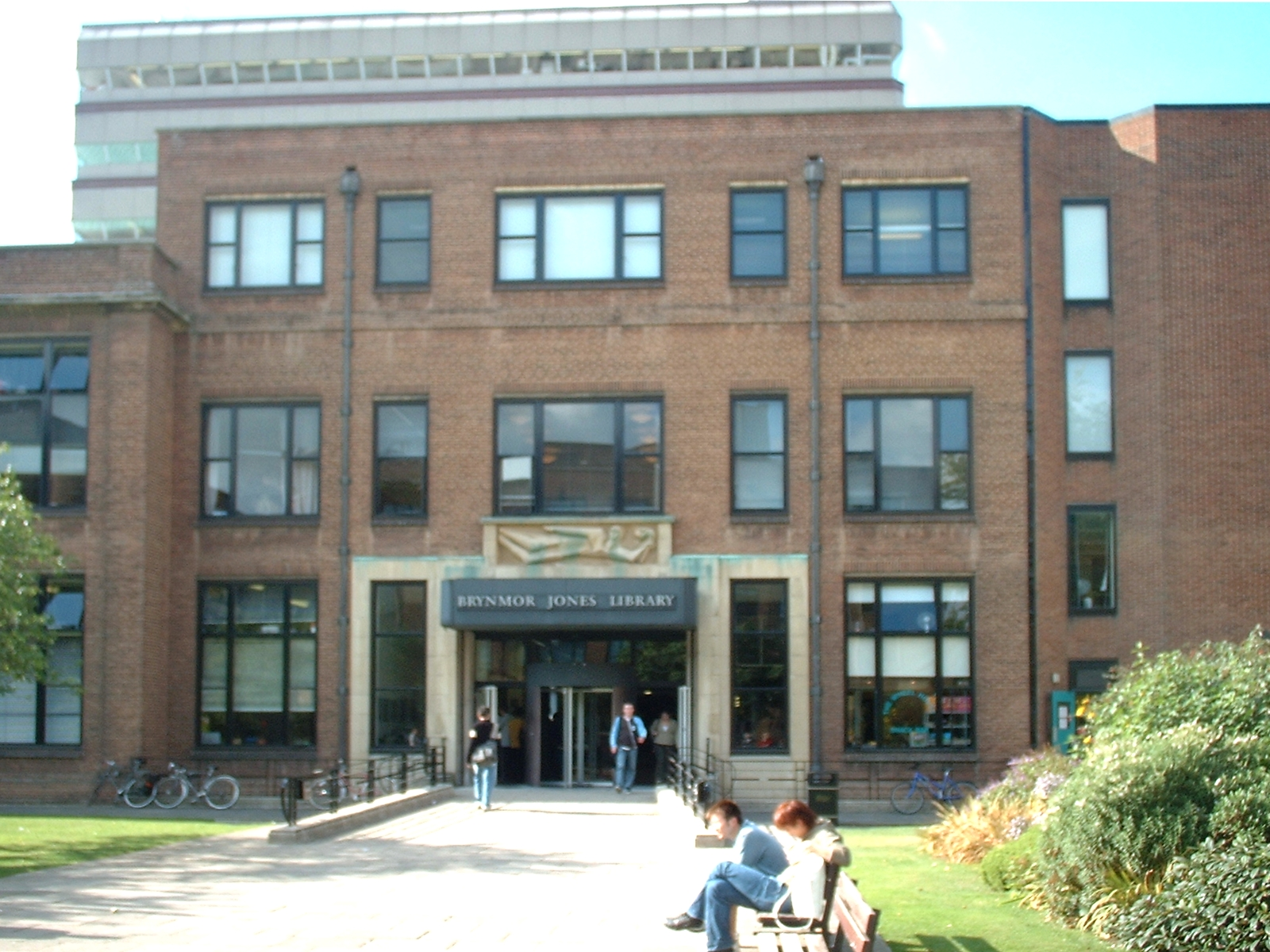
Biblioteca Brynmor Jones.

### Facultad de Ciencias (FoS)
- Decano: Profesor Stephen M. Kelly
- Departmentos: Ciencias biológicas, Química, Ciencias de la Computación, Ingeniería, Centro para las Ciencias ambientales y marinas (Campus Scarborough), Geografía, Física, Psicología, Ciencias del Deporte, Ciencias de la Salud y Fisiología del ejercicio.

### Artes y Ciencias Sociales (FASS)
- Decano: Profesora Alison Yarrington
- Departmentos: Criminología y Ciencias Sociales (incluyendo Trabajo social), Teatro y Música, Inglés, Estudios de género, Historia, Humanidades, Leyes, Lenguas modernas (francés, alemán, italiano y español), Estudios políticos e internacionales, Artes y medios nuevos y Trabajo social.[3]

### Salud y Cuidado Social (FHSC)
- Decano: Vacante por el momento.
- Departmentos: Enfermería, Estudios aplicados de la salud[4]

### Facultad de Educación (FoE)
- Decana: Dina Lewis
- Centros: Estudios Educacionales,[5] Aprendizaje de por vida y Escuela de Educación Scarborough.[6]

### Escuela de Medicina Hull York (HYMS)
- Decano: Profesor Tony Kendrick

Se inauguró en octubre de 2003, en el campus occidental. Los estudiantes de Medicina reciben títulos conjuntos de Hull y York. Incluye la 'International Society for the Study of Cough' con base en el hospital de Castle Hill, en Castle Road, Cottingham. Los alumnos de tercer y cuarto año también reciben entrenamiento en los hospitales de Scunthorpe, Grimsby y Scarborough.

### Instituto Médico de Posgrado (PGMI)
- Director: Profesor Nicholas D. Stafford[7]

Establecido en 1994. Una de las secciones del PGMI es el Instituto de Investigación del Cáncer de Yorkshire.

### Escuela de Finanzas de la Universidad de Hull (HUBS)
- Decano: Profesor Terry Williams[8]

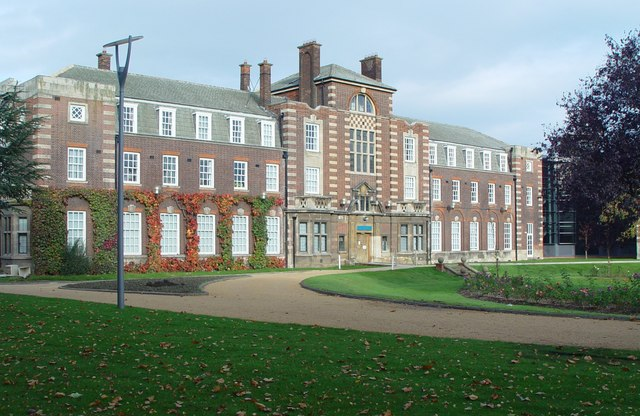
La Escuela de Finanzas.

Establecida en agosto de 1999, la Escuela de Finanzas tiene alrededor de 3500 estudiantes provenientes de cien países.

### Instituto Wilberforce (WISE)
- Director: Profesor David Richardson

El Instituto Wilberforce para el estudio de la Esclavitud y la Emancipación se encuentra en Oriel Chambers, High Street, en la antigua ciudad de Hull. Brinda servicios de posgrado para estudios en el campo de la esclavitud y los derechos humanos y ofrece títulos en Estudios de la Esclavitud. 

### Centro de estudios de la Historia Marítima
- Director: Dr David J Starkey

El Centro de estudios de la Historia Marítima de la universidad ofrece títulos en Historia e Historia Marítima, un diploma en línea en Historia Marítima e investigaciones de posgrado en el mismo campo. Está ubicada en la antigua ciudad de Hull. 

## Profesores destacados
- Richard Beeman - experto en historia estadounidense (1976–77)
- Jacob Bronowski - matemático (1934–42).
- George William Gray, desarrollador del cristal líquido, ganador del Premio Kioto y de la Medalla Leverhulme otorgada por la Royal Society
- Chris Langton, desarrollador de un sistema de detección temprana de la osteoporosis utilizando ondas ultrasónicas[10]
- Philip Larkin (bibliotecario de la universidad entre 1955 y 1985), poeta, novelista y crítico de jazz
- Sir Andrew Motion, poeta laureado (1999–2009)
- Stuart Palmer, responsable por descubrimientos notables en el campo de la densidad ósea por ultrasonido

## Alumnos notables
- Anthony Giddens - sociólogo inglés y consejero político de Tony Blair y Bill Clinton
- Roger McGough - poeta y presentador
- Anthony Minghella - dramatista
- Dr. Catherine O'Brien es una escritora, universitaria, periodista, crítica y teórica de cine británica.
- Lord Prescott - político
- Nicholas Liverpool - juez en Antigua y Montserrat y Presidente de Dominica
- Gabriel Salazar - Historiador y Premio Nacional de Historia